# 黒沼ユリ子
黒沼 ユリ子（くろぬま ゆりこ、1940年6月4日 - ）は、日本の女性ヴァイオリニスト。東京都出身。兄は元テレビ東京プロデューサーの黒沼昭久（1933年3月29日 - ）。

## 来歴
1940年、一男三女の末っ子として東京に生まれる。8歳の頃よりヴァイオリンを習い始め、小学5年生のときに「全日本学生音楽コンクール」小学生の部で1位となった。中学生からは「日本音楽コンクール」に挑戦し、桐朋女子高校の音楽科1年生だった1956年に同コンクール第1位および特賞を受賞した。3年生のとき、日本と国交を再開したチェコスロバキアの留学生試験に合格し、1958年よりプラハ音楽芸術アカデミーに留学する。プラハでいくつかの賞を受賞した後、首席で卒業し、以降世界各地で演奏活動を行っている。1980年より2012年まで、メキシコシティ・ コヨアカン地区に「アカデミア・ユリコ・クロヌマ」を開校した。メキシコを本拠に世界各地で音楽活動を行っている。1988年にフェリス女学院大学大学院の教授に就任。2007年メキシコで音楽家に与えられる最高の賞とされるモーツァルトメダルを受賞。

## 主なディスク
- 「ユモレスク／スーヴニール」（1981年、日本コロムビア）：1968年録音
- 「我が故郷」（1988年、フォンテック）
- 「黒沼ユリ子の世界―ドボルジャーク、フォーレ、スークを弾く」（1989年、フォンテック）
- 「メキシコのヴァイオリン小品集」（Quindecim recordings／キングインターナショナル）：2003年メキシコで録音。ヨゼフ・オレホフスキ（ピアノ）と共演。

## 著書
- 「アジタート・マ・ノン・トロッポア 激しく,しかし,過ぎずに」（1978年、未來社
- 「メキシコからの手紙―インディヘナの中で考えたこと―」（1980年、岩波新書）
- 「ドヴォルジャーク物語―わが祖国チェコの大地よ」（1982年、リブリオ出版
  - 『ドヴォルジャーク その人と音楽・祖国』冨山房インターナショナル, 2018
- 「メキシコの輝き―コヨアカンに暮らして」（1989年、岩波新書
- 『メキシコのわが家へようこそ』主婦と生活社 1996
- 「ヴァイオリン・愛はひるまない―プラハからメキシコへ」（2001年、海竜社）
- 『黒沼ユリ子 ヴァイオリンで世界から学ぶ』(のこす言葉KOKORO BOOKLET) のこす言葉編集部構成・編. 平凡社, 2019.8

## 出演
- ラジオ深夜便「ワールドネットワーク」（メキシコからのレポート担当の時期があった。）